# Вин Дизел
Марк Синклер (на английски: Mark Sinclair), по-известен като Вин Дизел, е американски актьор, сценарист, режисьор и продуцент.

## Биография и творчество
Вин Дизел е роден като Марк Синклеър Винсънт на 18 юли 1967 г. в Аламида, САЩ. Баща му е преподавател по театрално майсторство. Майка му е астролог. Истинското му име е Винсент, но той не обича да говори за живота си преди киното. За да направи първия си филм „Multi-Facial“ през 1994 година, той напуска колежа и става актьор в Кан. Точно там през 1995 г. е забелязан от режисьора Стивън Спилбърг. Това запознанство дава възможност на Вин да бъде нает за продукцията Спасяването на редник Райън, която дава висок старт на кариерата му.
Не познавал биологичния си баща. Знае от майка си, астроложката Делора, че той има много разностранен произход: Африко-Американски, италиански и вероятно Кубински. „Винаги съм знаел по-малко отколкото искам“, споделя той. Въпросът за неговия произход е неясен и заради неговия брат-близнак Пол (продуцент), защото той е с руса коса и сини очи. В училище, Марк е преживявал криза относно неговата самоиндентификация и себеутвърждаване, защото не се е вписвал в нито една от групичките. По случайност, той намерил свое признание, когато на 7 години заедно със свои приятели влезли с взлом в Манхатънския театър, вандалствали и се смеели. След като преживели своя детски рай в този театър, когато изведнъж едра жена се появила на сцената под светлината на прожектор. Убедени, че тя ще се обади в полицията, децата замръзнали от ужас. Но вместо това, тя подала на всеки един от тях по един сценарии и известна сума пари с думите: „Ако вие, момчета, искате да играете тук, идвайте всеки ден в 4 часа. Ето ви 20 $ за седмицата. Научете си репликите. Жената се казвала Кристал Фийлд, артистичен директор на театъра, и отдадена на развитието на актьори от ниски социални прослойки и малцинства. Тя е тази, която директно е повлияла на бъдещото развитие на Марк. Той идвал всеки ден в 4 часа и започнал да се обучава „Тогава за пръв път накарах цяла зала да се смее“ си спомня звездата „без да бъда изпратен в офиса на декана“. Вероятно и по-важно е, че на него му харесало да се превъплъщава в различни роли „Разбрах че има нещо освежаващо в това, личността му да е напълно ясна“.
Дизел също е и основател на компаниите OneRace Films и Tigon Studios. Дизел се отличава с гола глава, мускулесто тяло и дълбок баритонов глас. Марк също така е изучавал бойно изкуство.

## Филмография
| Година | Заглавие на български           | Оригинално заглавие                   | Роля                    | Режисьор          | Бележки |
| ------ | ------------------------------- | ------------------------------------- | ----------------------- | ----------------- | ------- |
| 1990   | „Пробуждане“                    | Awakenings                            | санитар                 |                   |         |
| 1995   |                                 | Multi-Facial                          | Майк                    | късометражен филм |         |
| 1997   |                                 | Strays                                | Рик                     |                   |         |
| 1998   | „Спасяването на редник Райън“   | Saving Private Ryan                   | редник Капарзо          |                   |         |
| 1999   | „Железният гигант“              | The Iron Giant                        | Железният гигант (глас) | анимационен филм  |         |
| 2000   |                                 | Boiler Room                           | Крис Варик              |                   |         |
| 2000   | „Пълен мрак“                    | Pitch Black                           | Ричард Ридик            |                   |         |
| 2001   | „Бързи и яростни“               | The Fast and the Furious              | Доминик Торето          |                   |         |
| 2001   | „Рекетьори“                     | Knockaround Guys                      | Тейлър Рийз             |                   |         |
| 2002   | „Трите хикса“                   | xXx                                   | Ксандър Кейдж           |                   |         |
| 2003   | „Кървав прах“                   | A Man Apart                           | Шон Ветер               |                   |         |
| 2004   | „Хрониките на Ридик“            | The Chronicles of Riddick             | Ричард Ридик            |                   |         |
| 2004   | „Тъмна ярост“                   | The Chronicles of Riddick: Dark Fury  | Ричард Ридик (глас)     | анимационен филм  |         |
| 2005   | „Умиротворителят“               | The Pacifier                          | Шейн Улф                |                   |         |
| 2006   |                                 | Find Me Guilty                        | Джаки Динорцио          |                   |         |
| 2006   | „Бързи и яростни: Токио дрифт“  | The Fast and the Furious: Tokyo Drift | Доминик Торето          | една сцена        |         |
| 2008   | „Мисия Вавилон“                 | Babylon A.D.                          | Туроп                   |                   |         |
| 2009   | „Бърз и яростен“                | Fast & Furious                        | Доминик Торето          |                   |         |
| 2009   |                                 | Los Bandoleros                        | Доминик Торето          | късометражен филм |         |
| 2011   | „Бързи и яростни 5: Удар в Рио“ | Fast Five                             | Доминик Торето          |                   |         |
| 2013   | „Бързи и яростни 6“             | Furious 6                             | Доминик Торето          |                   |         |
| 2013   | „Ридик“                         | Riddick                               | Ричард Ридик            |                   |         |
| 2014   | „Пазители на Галактиката“       | Guardians of the Galaxy               | Грут (глас)             |                   |         |
| 2015   | „Бързи и яростни 7“             | Furious 7                             | Доминик Торето          |                   |         |
| 2015   | „Последният ловец на вещици“    | The Last Witch Hunter                 | Колдър                  |                   |         |
| 2017   | „Трите хикса: Отново в играта“  | xXx: Return of Xander Cage            | Ксандър Кейдж           |                   |         |
| 2017   | „Бързи и яростни 8“             | The Fate of the Furious               | Доминик Торето          |                   |         |
| 2018   | „Отмъстителите: Война без край“ | Avengers: Infinity War                | Грут (глас)             |                   |         |
| 2020   | „Бързи и яростни 9“             | Fast & Furious 9                      | Доминик Торето          |                   |         |
| 2020   | „Трите хикса 4“                 | xXx 4                                 | Ксандър Кейдж           |                   |         |
| 2021   | „Бързи и яростни 10“            | Fast and Furious 10                   | Доминик Торето          |                   |         |
| 2021   | „Аватар 2“                      | Avatar 2                              |                         |                   |         |

### като продуцент
- „Multi-Facial“ (1995) (продуцент)
- „Strays“ (1997) (изпълнителен продуцент) (продуцент)
- „Трите хикса“ (2002) (изпълнителен продуцент)
- „Кървав прах“ (2003) (продуцент)
- „Хрониките на Ридик“ (2004) (продуцент)
- „Хитман“ (2007) (изпълнителен продуцент)
- „Бърз и яростен“ (2009) (продуцент)
- „Los Bandoleros“ (2009) (продуцент)
- „Бързи и яростни 5: Удар в Рио“ (2011) (продуцент)
- „Бързи и яростни 6“ (2013) (продуцент)
- „Ридик“ (2013) (продуцент)

### като режисьор
- „Multi-Facial“ (1995)
- „Strays“ (1997)

### като сценарист
- „Multi-Facial“ (1995)
- „Strays“ (1997)
- „Los Bandoleros“ (2009)